# Herb gminy Kowala
Herb gminy Kowala – jeden z symboli gminy Kowala, autorstwa Alfreda Znamierowskiego, ustanowiony 28 stycznia 2011.

## Wygląd i symbolika
Herb przedstawia na tarczy koloru czerwonego czarne kowadło, a nad nim dwie skrzyżowane srebrne szable ze złotymi rękojeściami. Jest to tzw. herb mówiący, nawiązujący do nazwy i tradycji gminy.